# Evangelische Kirche Bischoffen

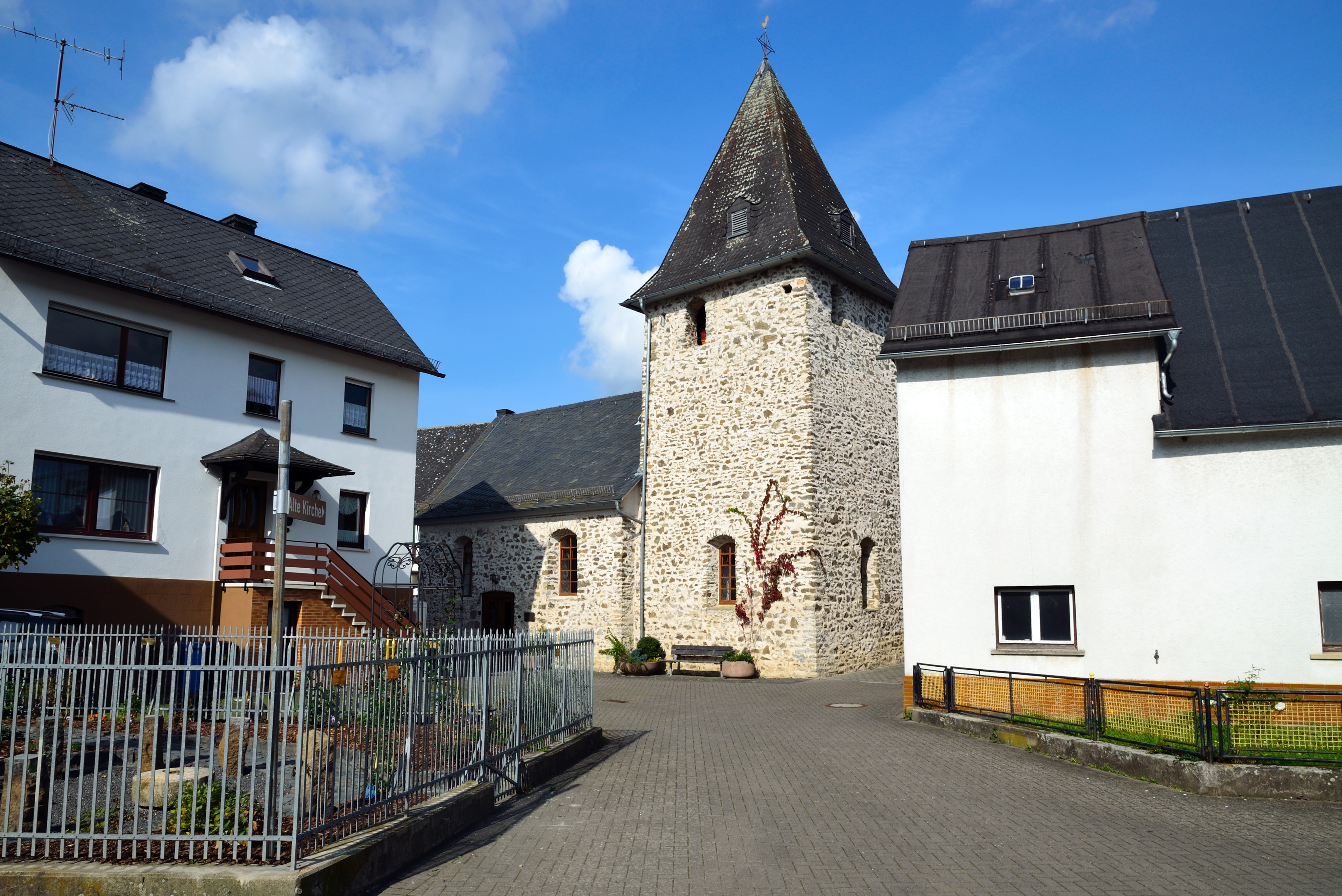
Evangelische Kirche

Die ehemalige evangelische Kirche ist ein denkmalgeschütztes Kirchengebäude in Bischoffen, einer Gemeinde im Lahn-Dill-Kreis (Hessen).
Das Gebäude ist eine kleine romanische Kirche mit einem gedrungenen, ehemals wehrhaften Chorturm und einem Schiff. Im Turmraum befinden sich an drei Wänden Blendbogennischen. Die geschnitzte Kanzel stammt von der Mitte des 17. Jahrhunderts.
Das Gebäude wird seit 1954 nicht mehr kirchlich genutzt und ging in den Besitz der politischen Gemeinde Bischoffen über. 1999 gründete die Dorfgemeinschaft einen Förderverein, der sich die Aufgabe gestellt hat, die Kirche zu erhalten und wieder nutzbar zu machen. Die Alte Kirche Bischoffen wird für kulturelle Veranstaltungen genutzt. 
Die evangelische Kirchengemeinde hält ihre Gottesdienste im 1954 fertiggestellten Wichernhaus ab.